# Jingci si
Jingci si (Klasztor Czystego Współczucia; chiń. 凈慈寺 Jìngcí sì) – jeden z ważniejszych klasztorów chińskich prowincji Zhejiang, szkoły chan fayan, znajdujący się w pobliżu Jeziora Zachodniego.

## Historia i idea klasztoru
Klasztor ten został wybudowany przez księcia państwa Wuyue Qiana Hongshu (錢弘俶, pan. 947–978). Klasztor ten był dla księcia symbolem odrodzenia buddyjskiego w państwie Wuyue i podkreślał buddyjską tożsamość księstwa. Znajduje się szczycie Huiri góry Nanping (chiń. 南屏山), nieco na południe od Jeziora Zachodniego w pobliżu miasta Hangzhou (chiń. 杭州) w prowincji Zhejiang (chiń. 浙江). Pierwotna nazwa klasztoru to Huiri Yongming yuan (chiń. 慧日永明院) – Klasztor Wiecznie Oświecającego (yongming) Słońca Mądrości (huiri).
Klasztor ten był jedną z głównych świątyń księstwa i należał do systemu „wushan si” (chiń. 五山寺) (Pięciu Górskich Klasztorów) państwa Wuyue, obok Tiantong si (chiń. 天童寺) w Ningbo (chiń. 寧波), Ayuwang si (chiń. 阿育王寺) w Ningbo, Lingyin si (chiń. 靈隱寺) w Hangzhou i Jingshan si (chiń. 徑山寺) na Tianmushan (chiń. 天目山).
W okresie Południowej Dynastii Song klasztor zmienił nazwę na Jingci i stał się znany jako jedna ze Czterech Świątyń Jeziora Zachodniego razem z klasztorami Lingyin, Zhaoqing i Duiyin. Wtedy także wybudowano pawilon 500 Luohan (500 arhatów).
Jego pierwszym opatem był mistrz chan Yongming Daoqian (zm. 961, znany także jako Chuzhou Daogian), uczeń mistrza Fayana Wenyi. Drugim i najsłynniejszym opatem został mistrz chan Yongming Yanshou, który spędził w nim 15 ostatnich lat swojego życia. Klasztor ten stał się głównym klasztorem państwa Wuyue i musiał być zatem powiązany zarówno z potrzebami państwowymi, jak i religijnymi. Dlatego też opaci, w tym Yanshou, musieli prowadzić bardzo szeroką rangę usług religijnych zabezpieczających potrzeby państwa i w dodatku całkowicie wolnych od sekciarskich naleciałości.
Z klasztorem tym związana jest także postać „szalonego mnicha” Jigonga, który zasadniczo będąc mnichem z klasztoru Lingyin, po wyrzuceniu z niego, zatrzymywał się później w Jingci, w przerwach między jego wędrówkami po Chinach.
W ciągu swojej historii klasztor był kilkakrotnie niszczony i odbudowywany. W okresie zmiany dynastii z Song na Qing został w ogóle opuszczony i uległ zniszczeniu. Obecnie klasztor jest częściowo odbudowany, do czego przyczyniły się głównie prace remontowe z lat 80. XX wieku. Odnowiono wtedy bramę klasztorną wraz z dwoma generałami bramy Hengiem i Ha, pawilon Buddy Siakjamuniego i inne budynki.
W 1983 roku klasztor został uznany za jeden ze 142 głównych klasztorów Chin.
Cały region Jeziora Zachodniego został w 2011 r. wpisany na listę światowego dziedzictwa UNESCO jako krajobraz kulturowy „10 Scen Jeziora Zachodniego” w Hangzhou. Jednym z jego elementów jest „Wieczorne Dzwonienie na Wzgórzu Nanping” (chiń. 南屏晚钟).
Klasztor ten razem z klasztorem Lingyin jest nazywany klejnotem południowych i północnych wzgórz.

## Obiekty
- Źródło Unoszące Drewno – jedna z atrakcji klasztoru; spory kawał drewna unosi się na wodzie źródła. Związany jest z legendą o mistrzu Ji, który użył swoich czarodziejskich mocy do przenoszenia kłód drewna w czasie budowy klasztoru.
- Dzwon Nanping o Świcie – związany jest z dzwonnicą klasztoru, która została wybudowana podczas jego wznoszenia. W 11 roku okresu „hongwu” dynastii Ming odlano potężny dzwon o wadze 10 ton, gdyż poprzedni był uważany za zbyt mały. Podczas porannego bicia dzwonu rezonował on w licznych grotach z tyłu klasztoru, tak że dźwięk był słyszany aż w Hangzhou. Na przełomie okresu Song i Qing dzwon został uszkodzony i zaginął. W grudniu 1986 roku odlano nowy dzwon Dafan o wadze 10 ton i wysoki na 3 metry. Na jego powierzchni wyryto Sutrę Lotosu składającą się z 68000 znaków. Co roku do klasztoru w wigilię Nowego Roku przybywają przedstawiciele japońskiej szkoły zen sōtō, którzy uderzają w dzwon aby pożegnać Stary Rok i rozpocząć nowy.
- Pawilon bodhisattwy Guanyin (chiń. 观音殿, Guānyīn Diàn) zawierający posąg 1000-rękiej bodhisattwy Guanyin.
- Posąg buddy Wairoczany
- W pobliżu klasztoru znajduje się pagoda Leifeng.

### Wideo
- posąg Wairoczany i kilka budynków
- seria zdjęć pagody Leifeng i klasztoru Jingci

## Adres
Jingci si, Hangzhou, Nanshan Lu, China